# Hackham
Hackham är en del av en befolkad plats i Australien. Den ligger i kommunen Onkaparinga och delstaten South Australia, omkring 26 kilometer söder om delstatshuvudstaden Adelaide. Antalet invånare är 3 765.
Runt Hackham är det ganska tätbefolkat, med 54 invånare per kvadratkilometer.. Närmaste större samhälle är Morphett Vale, nära Hackham. 
Trakten runt Hackham består till största delen av jordbruksmark. Genomsnittlig årsnederbörd är 729 millimeter. Den regnigaste månaden är juni, med i genomsnitt 133 mm nederbörd, och den torraste är december, med 21 mm nederbörd.